# Guero
Guero es el noveno álbum de estudio del músico estadounidense Beck, lanzado el 29 de marzo de 2005 a través de Interscope Records. Es visto por muchos críticos como un regreso al estilo de su álbum de 1996, Odelay, principalmente porque este disco, como Odelay, cuenta con la producción de los Dust Brothers. También recuerda en lugares a su álbum Mutations (1998) con sus influencias brasileñas. El sonido del álbum es una mezcla caleidoscópica de pop, hip-hop y el indie rock, con algunos toques brasileños y electros. El CD viene con un DVD y cuenta con la colaboración de Paza Rahm, Jack White de The White Stripes y Money Mark (teclado de los Beastie Boys). El disco fue lanzado en 2005 y más tarde, ese año se hace versiones remix de las canciones para dar lugar a Guerolito.

## Historia

### Antecedentes y grabación
Una versión sin mezclar y no masterizada de Guero se filtró en enero de 2005, bajo el título Ubiquitous. La lista de canciones difiere ligeramente la lista de canciones oficialmente anunciada en Guero. Beck recupera para este álbum la experimentación y el enfoque de Odelay. Es decir, que lleva, con la ayuda de los Dust Brothers, de nuevo a sus discos postmodernos más festivos, y arriesgados, a nivel sonoro, en estructuras, ritmos, singular mezcolanza estilística, con lugar para el rock, el blues, el folk, la psicodelia, entre otros. El CD incluye todos los temas enumerados a continuación, mientras que en el DVD aparecen con una mezcla de sonido envolvente 5.1 de las 13 canciones del disco junto con el resumen, así como vídeos y características especiales. El arte de tapa fue realizado por el artista canadiense Marcel Dzama. El nombre “Guero” es como denominan a los blancos anglosajones algunos hispanoamericanos. Beck cita haber sido referido como un "guero" a lo largo de su infancia.
La canción "E-Pro" fue remezclada por Paza Rahm y puesto en libertad en el EP Hell Yes como "Bad Cartridge". El EP fue lanzado en vinilo, como descargar en iTunes, y en CD. Jack White de The White Stripes toca el bajo en "Go It Alone". Money Mark, teclista de Beastie Boys, toca el órgano en "Earthquake Weather". Petra Haden, de that dog. y The Rentals, proporciona su voz para "Rental Car". Christina Ricci ofrece la voz cameo en "Hell Yes".

### Lanzamiento y recepción
Después de su liberación, Guero recibió críticas generalmente positivas de los críticos y aficionados por igual. Éste debutó como número #2 en Estados Unidos (donde fue disco de oro) y #15 en el Reino Unido. "E-Pro" fue el primer sencillo del álbum (que fue el primer número 1 de Beck desde su sencillo debut "Loser"), con "Girl", como el seguimiento. A partir de julio de 2008, Güero ha vendido 868.000 copias en los Estados Unidos. La canción "Black Tambourine" fue incluida en la película de David Lynch Inland Empire, y en el tráiler de la película Days of Summer, así como en los videojuegos Lumines II, y Driver: San Francisco. La canción "Farewell Ride" fue incluida en el tráiler de la última temporada de The Shield y la canción "Broken Drum" está dedicada a Elliott Smith.

## Descripción de canciones

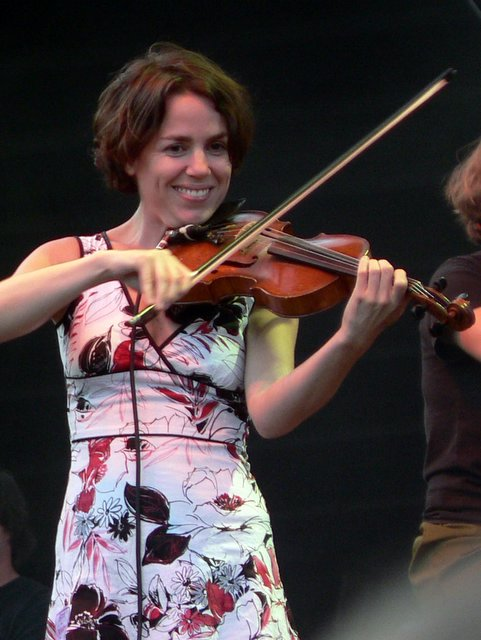
Petra Haden, de that dog. y The Rentals, proporciona su voz para "Rental Car".

- El sencillo “E-Pro” es uno de los temas más famosos del disco. Animada pieza con incisivo riff de guitarra hard rock, un tempo rítmico sampleado de los Beastie Boys (concretamente del tema “So What'cha Want”), buena imaginería en el texto (hecho que se repite en todo el álbum) y un pegadizo “na, na, na, na” para que todo suene la mar de lúdico.

- En “Que Onda Guero”, simpática coctelera de hip hop, funk y vientos sampleados, establece un retrato de un barrio latino con estribillo de fácil recuerdo y términos en español, como vamos a jugar al fútbol o cerveza.

- “Girl” presenta una intro electrónica que parece proceder de los Depeche Mode de Vince Clarke para atemperarse con la guitarra acústica y construir un corte pop de aire veraniego que en principio se iba a llamar “Summer Girl” (eso dice en el estribillo), con una melodía bastante apañada, armonías vocales pseudo-Beach Boys y la voz a lo crooner, siempre impecable de Beck, quien, como es casi norma en sus discos, toca todos los instrumentos que suenan en el tema, es decir, una slide, la acústica, el bajo.

- En “Missing” Beck nos lleva de los arenales de California con la chica del verano hacia las playas de Brasil en este cálido corte que mezcla la bossanova y la psicodelia. Aparecen arreglos orientales de cuerda, que parecen de chelo, de su padre David Campbell, y del propio Beck. También samplea parte del tema de Vinicius de Moraes “Vocé e eu”.

- “Black Tambourine” detenta unos poderosos ritmos de percusión, tribales, así como sonando a lo Bo Diddley. Es un corte con un texto de aspecto cetrino y una guitarra garajera que penetra cuando nadie se la espera causando un buen efecto.

- “Earhquake Weather”, un tema previsto para el Midnite Vultures, ejemplifica bien su mixtura, con funk de los 70, soul, jazz, sonidos brasileños, folk, hip hop y Roger Manning interpretando el clavinet. En el estribillo Beck emplea el falsete.

- Para el disco Midnite Vultures también se había previsto “Rental Car”, tema garage-rock con guitarras distorsionadas, ritmos enervados con aplausos y Manning otorgando gotas de barroquismo con los teclados a lo Ray Manzarek o a lo Michael Brown de los esenciales The Left Banke. También suenan los coros femeninos de Petra Haden.

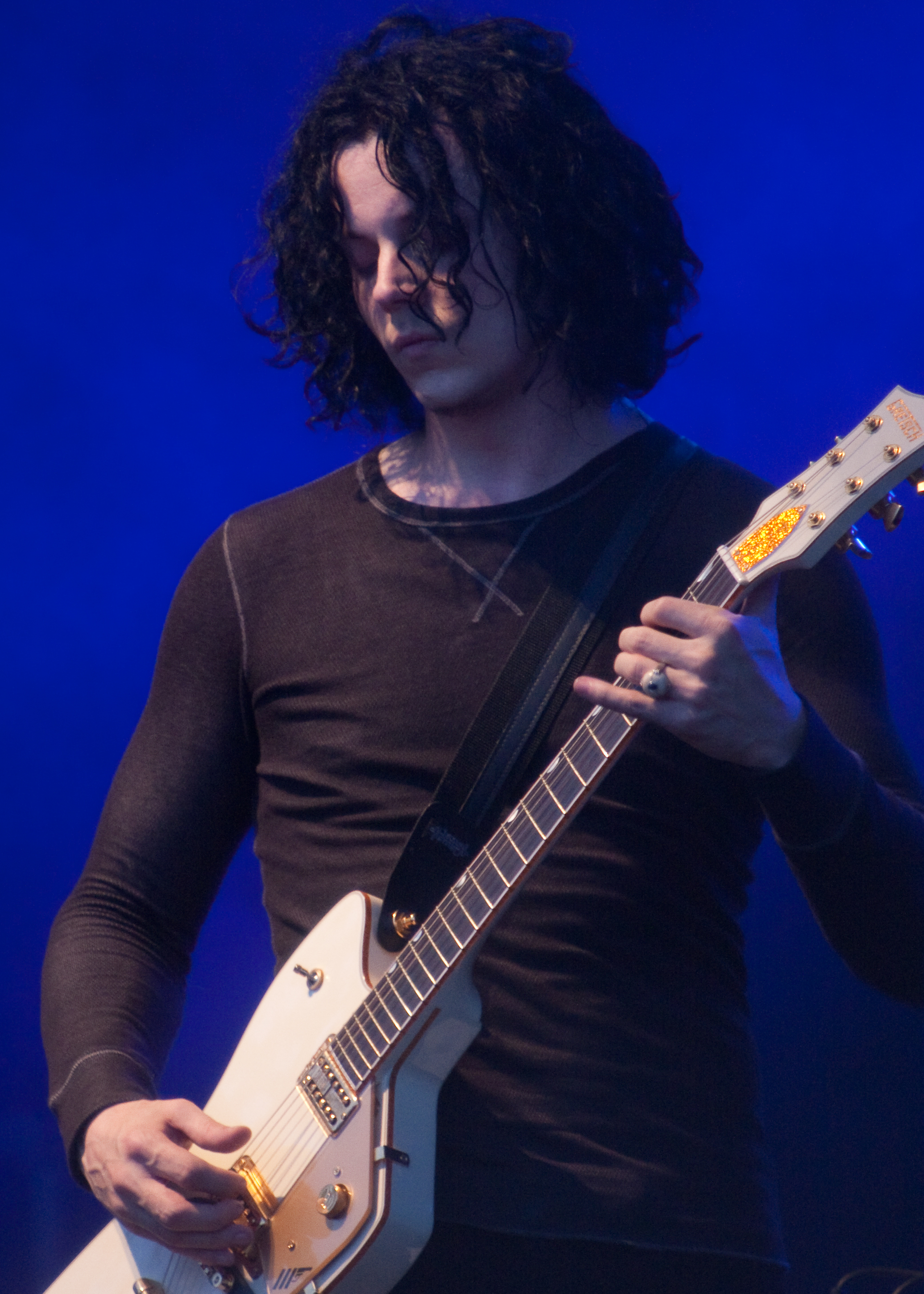
Jack White de The White Stripes toca el bajo en "Go It Alone". Paradójicamente, los White Stripes no suelen utilizar el bajo en sus composiciones.

- En “Hell Yeah” Beck utiliza el vocoder y la armónica. Hip Hop con funk son los ritmos de la canción.

- “Broken Drum” es una atmosférica balada con pausado ritmo, un tanto lisérgico, otro tanto folk y otro tanto bluesy. Suena un piano, un celeste y guitarras potentes.

- “Scarecrow” contiene una intro de gaviotas, así como al “Tomorrow Never Knows” de los Beatles. El ritmo es pegadizo y el tono oscuro, con reminiscencias de los Doors. Contiene esta canción una gran atmósfera psico-blues, persistente.

- “Go It Alone” es garage-blues, no en vano aparece Jack White, de los White Stripes, tocando el bajo. Paradójicamente, los White Stripes no suelen utilizar el bajo en sus composiciones.

- La slide guitar comienza “Farewell Ride”, tema que significa la querencia del compositor americano por la música de raíces, tanto el country, el folk o el blues. Beck también toca aquí la kalimba, instrumento de percusión africano.

- El cierre de este diverso álbum es “Emergency Exit”, otro corte lento con coros ululantes y atmósferas electro-psicodélicas con ecos folk y blues.

## Lista de canciones
Todas las canciones escritas y compuestas por Beck Hansen y The Dust Brothers, excepto donde se indique. 
| N.º   | Título                                                                                               | Duración |  |
| 1.    | «E-Pro» (Beck, Dust Brothers, Beastie Boys)                                                          | 3:25     |  |
| 2.    | «Qué Onda Guero»                                                                                     | 3:29     |  |
| 3.    | «Girl»                                                                                               | 3:29     |  |
| 4.    | «Missing» (Beck, Dust Brothers, Marcos Vinicius de Moraes, Carlos Eduardo Lyra)                      | 4:43     |  |
| 5.    | «Black Tambourine» (Beck, Dust Brothers, Eugene Blacknell)                                           | 2:46     |  |
| 6.    | «Earthquake Weather» (Beck, Dust Brothers, Mark Adams, Steve Washington, Daniel Webster, Mark Hicks) | 4:26     |  |
| 7.    | «Hell Yes»                                                                                           | 3:17     |  |
| 8.    | «Broken Drum» (Beck Hansen)                                                                          | 4:29     |  |
| 9.    | «Scarecrow»                                                                                          | 4:15     |  |
| 10.   | «Go It Alone» (Beck, Jack White, Dust Brothers)                                                      | 4:08     |  |
| 11.   | «Farewell Ride» (Beck Hansen)                                                                        | 4:18     |  |
| 12.   | «Rental Car»                                                                                         | 3:05     |  |
| 13.   | «Emergency Exit»                                                                                     | 4:02     |  |
| 49:58 | |          |  |

### Bonus tracks en la edición limitada en DVD
| N.º | Título                                                                                          | Duración |  |
| 14. | «Send a Message to Her» (bonus track en las versiones de Reino Unido, Australia, Rusia y Japón) | 4:31     |  |
| 15. | «Chain Reaction» (bonus track en Reino Unido y Japón)                                           | 3:28     |  |
| 16. | «Clap Hands» (bonus track en la edición japonesa)                                               | 3:18     |  |
| 17. | «Girl (Octet remix)»                                                                            | 3:53     |  |
| 18. | «Broken Drum (Boards of Canada remix)»                                                          | 5:38     |  |
| 19. | «Still Missing» (Röyksopp remix de "Missing")                                                   | 4:58     |  |
| 20. | «Fax Machine Anthem» (Dizzee Rascal remix de "Hell Yes")                                        | 3:07     |  |

El DVD contiene
1. Vídeos de audio de visualización del álbum en 5.1 Dolby Digital y DVD-A.
2. Fotos.
3. "E-Pro" y "Black Tambourine" ocultos, es decir, no en la lista, los clips de vídeo (que se encuentra en el "menú principal" y en el "oradores" del menú por encima de todas las opciones).

- Los videos de álbumes en el DVD han sido continuamente reportados por presentar dificultades para la reproducción. Sin embargo, la congelación de las canciones se pueden evitar mediante la activación de la pista de subtítulos, lo que añade capas adicionales de visualizaciones.

## Créditos de los samples
"E-Pro"
- "So What'cha Want" de The Beastie Boys.

"Missing"
- "Você e Eu" de Claus Ogerman & his Orchestra.

"Black Tambourine"
- "We Know We Gotta Live Together" de Eugene Blacknell & The New Breed.

"Earthquake Weather"
- "What it Is" de The Temptations.
- "Coming Soon" y "Just Freak" de Slave.

"Hell Yes"
- "Far East Mississippi" de The Ohio Players.
- "Under the Influence of Love" de Love Unlimited.

"Go It Alone"
- "Outside Love" de Brethren.

## Personal
- Beck – voz, guitarras, bajo, sonidos adicionales, percusión, guitarra slide, guitarra de 12 cuerdas, productor, grabación, mezcla
- The Dust Brothers – beats, palmadas, productores, grabación, mezcla
- Paolo Díaz – "dude" (habla en el fondo de "Qué Onda Guero")
- Charlie Capen – sonidos adicionales
- David Campbell – arreglo de cuerdas
- Roger Joseph Manning Jr. – clavinet
- Danny Kalb – ingeniero
- Petra Haden – voces
- Tony Hoffer - mezcla
- Smokey Hormel – guitarra eléctrica
- Money Mark – órgano
- Justin Meldal-Johnsen – bajo, sonidos de guitarra
- Christina Ricci - las palabras habladas en "Hell Yes"
- Elliot Scheiner - surround mix (Deluxe Edition)
- Joey Waronker – batería
- Jack White – bajo en "Go It Alone"